# Wiktor Czistochwałow
Wiktor Aleksandrowicz Czistochwałow, ros. Виктор Александрович Чистохвалов (ur. 12 lutego 1921 w Kołomnie, w guberni moskiewskiej, Rosyjska FSRR, zm. 3 września 1973 w Moskwie, Rosyjska FSRR) – rosyjski piłkarz, grający na pozycji obrońcy, trener piłkarski.

## Kariera piłkarska
W 1938 rozpoczął karierę piłkarską w drużynie Metalist Kołomna. W 1940 został zaproszony do Spartaka Moskwa. Na początku 1941 przeszedł do CDKA Moskwa. W latach 1944–1946 występował w MWO Moskwa. W 1947 powrócił do CDKA Moskwa, gdzie był podstawowym piłkarzem drużyny i zdobył wiele sukcesów. W 1952 po rozformowaniu CDSA przeniósł się do MWO Moskwa, w którym zakończył karierę piłkarza w roku 1953.

## Kariera trenerska
Po zakończeniu kariery piłkarza rozpoczął pracę szkoleniowca. W 1955 prowadził BOF Sewastopol. W 1957 stał na czele OSK Kijów, który potem zmienił nazwę na SKWO Kijów. W 1963 pomagał trenować CSKA Moskwa. W 1968 kierował klubem Dinamo Kirovbad. Wiele lat z przerwami pracował w Szkole Sportowej CSKA Moskwa.
3 września 1973 zmarł w Moskwie w wieku 52 lat.

## Sukcesy i odznaczenia

### Sukcesy piłkarskie
CDKA Moskwa
- mistrz ZSRR (4): 1947, 1948, 1950, 1951.
- wicemistrz ZSRR (1): 1949.
- zdobywca Pucharu ZSRR (2): 1948, 1951

### Sukcesy indywidualne
- 4-krotnie wybrany do listy 33 najlepszych piłkarzy ZSRR: Nr 1 (1948, 1949, 1950, 1951).

### Odznaczenia
- tytuł Zasłużonego Mistrza Sportu ZSRR: 1951